# انتخابات الرئاسة اليونانية 2000
انتخابات الرئاسة اليونانية 2000 هي الانتخابات الرئاسية التي أجريت بتاريخ 8 فبراير عام 2000، لانتخاب رئيس الجمهورية الهيلينية.
اُنتخب الرئيس كونستانتينوس ستيفانوبولوس في الاقتراع الأول حاصلاً على أغلبية بـ269 صوتاً من أصل 298 صوت، بدعم من الحزبين الرئيسيين في البلاد حينها ألا وهما حزب لحركة الاشتراكية اليونانية الحاكم وحزب الديمقراطية الجديدة، وبالمقابل فقد حصل ليونيداس كيركوس مرشح حزب سيناسبيسموس (تحالف حركات اليسار والبيئة) على 10 أصوات.